# 張潤 (弘治進士)
張潤（1470年—1552年），字汝霖，號西磐，山西平陽府臨汾縣人，民籍，明朝政治人物，官至戶部尚書。

## 生平
弘治十一年（1498年）戊午科山西鄉試第一名解元，弘治十五年（1502年）壬戌科三甲第六十名進士。初授河南宜阳县知县，正德元年（1506年）擢刑科给事中，累迁礼科右、吏科左，升户科都给事中。九年擢顺天府丞，十三年转左佥都御史、巡抚顺天。十四年丁外艰，十六年起宁夏巡抚，嘉靖二年（1523年）召还理院事，四年以九载考绩，晋左副都御史理院，六年以大獄譴歸。
嘉靖十八年詔復原職，转兵部右侍郎，又转户部左侍郎，督太仓。
嘉靖十九年（1540年），晋工部尚书。二十年因内艰归。服除，起南京吏部尚书，二十七年以考績赴京，觐见後即便道過家，恳求致仕，時已改户部尚书，仍督太仓，被准致仕，三十一年卒，年八十三，赠太子少保，諡恭肃。

## 家族
曾祖父張仲實；祖父張祥；父張鏞，典史。母韓氏。